# Piloto (Bones)
«Piloto» es el primer episodio de la serie de televisión Bones, que se estrenó en la cadena Fox el 13 de septiembre de 2005. Fue escrito por la creadora de la serie Hart Hanson y dirigido por Greg Yaitanes. Introduce a los dos personajes principales de la serie, la Dra. Temperance Brennan (interpretada por Emily Deschanel) y el agente especial del FBI Seeley Booth (interpretado por David Boreanaz), y su asociación en la resolución de casos relacionados con restos humanos no identificados.

## Detalles de producción
A pesar de que la serie está ambientada en Washington D. C., la filmación de los episodios piloto y subsecuentes tuvo lugar principalmente en Los Ángeles, California. Se grabaron secuencias de Washington D. C. por la segunda unidad con dobles de cuerpo. La primera escena con los personajes Angela Montenegro y el Dr. Temperance Brennan dentro del Aeropuerto Internacional Washington Dulles fue en realidad grabada en el Centro de Convenciones de Los Ángeles, mientras que la primera toma de un aterrizaje de avión fue tomada de imágenes filmadas en el Aeropuerto Nacional Ronald Reagan Washington.
La creadora y escritora Hart Hanson describe a la víctima de asesinato del episodio como un "interno del congreso tipo Chandra-Levy". La historia alude al poder de los políticos y le permitió a Hanson establecer el carácter de la Dra. Temperance Brennan, que es impulsada a encontrar la verdad a pesar de las barreras presentadas por la política.

## Recepción

### Audiencia
El episodio piloto de Bones atrajo a un promedio de 10,8 millones de espectadores con un 6,7% de participación en el hogar y un 11% de calificación de los hogares. Fue el número más alto de espectadores que Fox ha recibido para un estreno en horario estelar del martes por la noche desde que el 2001. Bones terminó en primer lugar entre los televidentes de entre 18 y 49 años de edad.

### Crítica
La revista New York describió el espectáculo como "el mejor drama de la nueva temporada de la cadena" y una "variación sexualizada de todos los CSIs". Gillian Flynn de Entertainment Weekly escribe que aunque Bones tiene un "marco bastante estándar de Crossing Jordan/CSI", su principal atractivo es la química entre los dos protagonistas; "Las viejas relaciones atractivas de Sam y Diane, Maddiey David, Mulder y Scully nunca se sienten estándar cuando se hacen bien". Del mismo modo, USA Today comenta que en comparación con otros programas de crímenes, el espectáculo "está construido sobre una base más tradicional y sólida: la fuerza de sus personajes". Por otra parte, la revista Media Life dice que mientras Bones tiene "una noción asombrosamente inteligente, brillante incluso", su "ejecución no coincide con la concepción" y "no puede evolucionar en una serie emocionante. Derivado de tantas cosas más en la televisión -especialmente, X-Files- incluso podría llamarse cabeza de hueso". En la opinión de Brian Lowry de Variety, el piloto carecía de originalidad. "Bones" aspira a lograr una mezcla de 'House' y 'X-Files' (incluso hay una referencia a Scully y Mulder), pero en su mayor parte su burla juguetona se siente forzada. Es más bien un crimen procesal con un giro no especialmente nuevo, lo que, sin duda, ha demostrado ser un esqueleto sorprendentemente duradero sobre el cual drapear nuevos dramas ".

## Música
La canción que se suena durante la escena del funeral es "Gone", del álbum The Invitation de Thirteen Senses. La canción tocada cuando la Dr. Brennan reconstruye el cráneo es "Collide" (VF) por Howie Day y/o "Broken Bridge" (VO) por la hermana Darling. La canción tocada en la casa del senador es "Teardrop" de Massive Attack.

## Enlacex externos
- Wikiquote alberga frases célebres de o sobre Piloto (Bones).
- "Pilot" at Fox.com
- Lista de episodios de Pilot  en Internet Movie Database (en inglés)

- Datos: Q4362795